# 克里斯·吉利亚诺
克里斯·吉利亚诺（英語：Chris Guiliano，2003年6月25日—），美国男子游泳运动员，主攻自由泳，2023年世界游泳锦标赛混合4×100米自由泳接力银牌得主和男子4×100米自由泳接力铜牌得主。